# Chór „Hejnał”
Chór „Hejnał” – krakowski chór mieszany, założony w 1948 roku przez Jacka Miklaszewskiego – prezesa Spółdzielni Transportowej w Krakowie. Siedzibą zespołu jest budynek przy ul. Krakowskiej 13.
W 1953 roku patronat nad zespołem objęła Centrala Spółdzielni Transportowych w Warszawie. W latach dziewięćdziesiątych trwającą do dzisiaj opiekę nad zespołem przejął Śródmiejski Ośrodek Kultury w Krakowie. W latach swej działalności chór wystąpił około 700 razy, zarówno w kraju, jak i poza jego granicami – w Bułgarii, Czechosłowacji, NRD, RFN, Holandii i na Węgrzech.
W swoim repertuarze zespół posiada utwory najwybitniejszych kompozytorów, takich jak: Stanisław Moniuszko, Ludwig van Beethoven, Franz Schubert, Johannes Brahms, Giuseppe Verdi, Wolfgang Amadeus Mozart i wielu innych.
Zespołem chóralnym kierowało aż 11 dyrygentów. Największe zasługi dla zespołu wnieśli założyciel i wieloletni kierownik artystyczny oraz dyrygent Jacek Miklaszewski (w latach 1948–1974) oraz prof. Władysław Kotschy – kierownik artystyczny i dyrygent w latach 1974–1976, 1980–1983 oraz od 1992 do 2005. Po śmierci prof. Kotschego w 2005 roku dyrygentem chóru został Andrzej Korzeniowski, w 2010 zespół przejął Maciej Chyliński, w 2013 roku Monika Waligóra, a obecnie chórem dyryguje Karolina Patla.
Występom chóru od wielu lat tradycyjnie towarzyszy akompaniament fortepianu.